# Централноевропски међународни куп 1927/30.
Централноевропски међународни куп 1927/30. (енгл. 1927–30 Central European International Cup) је било  прво издање Међународног фудбалског Централноевропског купа и одржано је између 18. септембра 1927. и 11. маја 1930. године.  Структура турнира је укључивала такмичење у кругу за пет укључених тимова. Пошто је победник добио боемски кристални пехар који је понудио премијер Чехословачке Антонин Швехла, турнир је постао познат као „Куп Антонина Швехле”.

## Организациони комитет
Седнице организационог одбора одржане су 9. марта 1930. године у Трсту и 11. марта 1930. године у Будимпешти. Комисију су сачињавали
- М. Феретти, председник
- М. Фишер, потпредседник
- Хуго Мајзл, секретар
- Ђовани Мауро, технички стручњак

## Фазе такмичења

### 1927.
Турнир је почео 18. септембра 1927. утакмицом Чехословачка-Аустрија, која је завршена резултатом 2–0. Следеће недеље Аустрија је још једном поражена у Будимпешти, у Мађарској, резултатом 5–3.
У Прагу, 23. октобра, утакмица Италије против Чехословачке завршена је нерешеним резултатом 2–2. Последња утакмица 1927. одиграна је у Болоњи између Италије и Аустрије, коју је Аустрија победила са 1:0. Аустријски тим се овом приликом пожалио да судија није био довољно непристрасан или поштен.

### 1928.
Турнирска година 1928. почела је победом Италије против Швајцарске 1. јануара у Ђенови (3–2), а затим је 25. марта у Риму Италија успела да победи Мађарску први пут у историји (4–3). Сваки играч италијанског тима добио је награду од 24.000 [италијанских лира|лира]. Аустрија је 1. априла у Бечу изгубила 0–1 од Чехословачке, 22. априла, у Будимпешти, чешки тим је изгубио 2–0 од Мађарске.
После паузе да би се Швајцарској и Италији омогућило учешће на Летњим олимпијским играма 1928. у Амстердаму, турнир је настављен на јесен: Италија је победила Швајцарску (3–2), Аустрија је победила са 5–1 над Мађарском   и 2–0 над Швајцарском. Година је завршена победом Мађарске над Швајцарском, 1. новембра, 3–1.

### 1929.
Дана 3. марта 1929. Италија је победила Чехословачку резултатом 4–2, изгубивши од Аустријанаца са 3–0 једва месец дана касније, 7. априла, у Бечу. Мађарска је 14. априла победила Швајцарску са 5–4, а швајцарски тим се поново предао Чесима (4–1) 5. маја. Два победничка тима нерешено у мечу (1–1) одржаном у Прагу 8. септембра. Чехословачка је 6. октобра победила Швајцарску резултатом 5–0, а аннус хоррибилис Швајцараца се наставља поразом од Аустрије 27. октобра, на домаћем терену Берна. На крају године, са последњом Швајцарском после пораза у свих осам одиграних утакмица, Аустрија и Чехословачка су изједначене са 10 бодова на челу турнира, а следе Италија и Мађарска са по 9 бодова.

### 1930.
Једина утакмица заказана за 1930. била је између Мађарске и Италије. Утакмица је одиграна 11. маја 1930. у Будимпешти, а наводи се да је италијански тренер Виторио Поцо довео своје играче да посете ратишта Првог светског рата пре него што су одиграли последњу и одлучујућу утакмицу на турниру, можда желећи да врати успомене на сопственог учешћа, само 13 година раније, у борби против аустроугарских војника. Убедљива победа тима (5–0) донела је Италији прво издање купа.

## Коначан пласман и резултати
| Pos | Тим          | О | П | Н | И | ГД | ГП | ГР  | Бод. |  | Италија | Аустрија | Чехословачка | Мађарска | Швајцарска |
| --- | ------------ | - | - | - | - | -- | -- | --- | ---- |  | ------- | -------- | ------------ | -------- | ---------- |
| 1   | Италија      | 8 | 5 | 1 | 2 | 21 | 15 | +6  | 11   |  | —       | 0 : 1    | 4 : 2        | 4 : 3    | 3 : 2      |
| 2   | Аустрија     | 8 | 5 | 0 | 3 | 17 | 10 | +7  | 10   |  | 3 : 0   | —        | 0 : 1        | 5–1      | 2 : 0      |
| 3   | Чехословачка | 8 | 4 | 2 | 2 | 17 | 10 | +7  | 10   |  | 2 : 2   | 2 : 0    | —            | 1 : 1    | 5 : 0      |
| 4   | Мађарска     | 8 | 4 | 1 | 3 | 20 | 23 | −3  | 9    |  | 0 : 5   | 5–3      | 2 : 0        | —        | 3 : 1      |
| 5   | Швајцарска   | 8 | 0 | 0 | 8 | 11 | 28 | −17 | 0    |  | 2 : 3   | 1 : 3    | 1 : 4        | 4 : 5    | —          |

## Утакмице
| Чехословачка                        | 2–0      | Аустрија |
| ----------------------------------- | -------- | -------- |
| Пофразил 10’ · Кратохвил 55’ (пен.) | Извештај |          |

| Мађарска                                                       | 5–3      | Аустрија                   |
| -------------------------------------------------------------- | -------- | -------------------------- |
| Такач 18’ · Кохут 27’ · Штрек 51’ · Холцбауер 62’ · Хирцер 67’ | Извештај | Весели 11’, 84’ · Зигл 13’ |

| Чехословачка            | 2–2      | Италија            |
| ----------------------- | -------- | ------------------ |
| Свобода 32’, 51’ (пен.) | Извештај | Libonatti 28’, 79’ |

| Италија | 0–1      | Аустрија  |
| ------- | -------- | --------- |
|         | Извештај | Рунге 44’ |

| Италија                        | 3–2      | Швајцарска          |
| ------------------------------ | -------- | ------------------- |
| Либонати 10’, 58’ · Мањоци 68’ | Извештај | М. Абеглен 38’, 60’ |

| Италија                                    | 4–3      | Мађарска                           |
| ------------------------------------------ | -------- | ---------------------------------- |
| Конти 48’, 75’ · Росети 58’ · Либонати 85’ | Извештај | Кохут 13’ · Хирцер 44’ · Такач 77’ |

| Аустрија | 0–1      | Чехословачка |
| -------- | -------- | ------------ |
|          | Извештај | Силни 38’    |

| Мађарска                      | 2–0      | Чехословачка |
| ----------------------------- | -------- | ------------ |
| Хирцер 18’ (пен.) · Кохут 76’ | Извештај |              |

| Аустрија                                              | 5–1      | Мађарска   |
| ----------------------------------------------------- | -------- | ---------- |
| Зигл 11’, 27’ · Веселик 55’ · Весели 62’ · Швајдл 75’ | Извештај | Хирцер 38’ |

| Швајцарска                | 2–3      | Италија                        |
| ------------------------- | -------- | ------------------------------ |
| М. Абеглен 2’ · Гримн 85’ | Извештај | Росети 17’, 30’ · Балочери 80’ |

| Аустрија                | 2–0      | Швајцарска |
| ----------------------- | -------- | ---------- |
| Тандлер 25’, 29’ (пен.) | Извештај |            |

| Мађарска                           | 3–1      | Швајцарска        |
| ---------------------------------- | -------- | ----------------- |
| Тураи 36’ · Хирвер 49’ · Штрек 53’ | Извештај | Вајлер 78’ (пен.) |

| Италија                             | 4–2      | Чехословачка            |
| ----------------------------------- | -------- | ----------------------- |
| Росети 26’, 61’, 80’ · Либонати 33’ | Извештај | Силни 18’ · Свобода 40’ |

| Аустрија                      | 3–0      | Италија |
| ----------------------------- | -------- | ------- |
| Хорват 19’, 38’ · Веселик 23’ | Извештај |         |

| Швајцарска                                          | 4–5      | Мађарска                                                   |
| --------------------------------------------------- | -------- | ---------------------------------------------------------- |
| М. Вајлер 2’ · А. Абеглен 26’, 66’ · Н. Абеглен 78’ | Извештај | Видмер 8’ (а.г.) · Такач 51’, 76’ · Толди 56’ · Хирцер 73’ |

| Швајцарска     | 1–4      | Чехословачка                            |
| -------------- | -------- | --------------------------------------- |
| М. Абеглен 74’ | Извештај | Подразил 22’ · Силни 23’, 85’ · Пуч 80’ |

| Чехословачка | 1–1      | Мађарска   |
| ------------ | -------- | ---------- |
| Свобода 4’   | Извештај | Калмар 84’ |

| Чехословачка                                           | 5–0      | Швајцарска |
| ------------------------------------------------------ | -------- | ---------- |
| Пуч 17’, 81’ · Кратохвил 18’ · Свобода 36’ · Јунек 64’ | Извештај |            |

| Швајцарска | 1–3      | Аустрија                           |
| ---------- | -------- | ---------------------------------- |
| Пасело 45’ | Извештај | Штојбер 25’ · Хорват 62’ · Шал 84’ |

| Мађарска | 0–5      | Италија                                           |
| -------- | -------- | ------------------------------------------------- |
|          | Извештај | Меаца 17’, 65’, 70’ · Мањоци 72’ · Костантино 84’ |

## Победник
| Централноевропски куп 1927–30. |
| ------------------------------ |
| · Италија · Прва титула        |

## Статистика

### Стрелци голова
Укупно је постигнуто  86 голова у 20 утакмица, с просеком од 4.3 гола по утакмици.
6 голова
- Ференц Хирцер
- Ђ. Росети
- Хулио Либонати

5 голова
- М. Абеглен
- Ф. Свобода

4 гола
- Ј. Такач
- Ј. Силни

3 гола
- Ф. Весели
- И. Сигл
- Ј. Хорват
- В. Кохут
- Ђ. Меаца
- А. Пуч

2 гола
- Ф. Веселик
- Х. Тандлер
- С. Штрек
- Л. Конти
- М. Мањоци
- А. Абеглен
- К. Подразил
- Ј. Кратохвил

1 гол
- Ф. Рунге
- Ф. Шведл
- К. Штојбер
- Т. Шал
- Ј. Калмар
- Ј. Холцбауер
- Ј. Тураи
- Г. Толди
- А. Балончери
- Р. Костантино
- Р. Грим
- Р. Пасело
- М. Вајлер
- В. Вајлер
- Ф. Јунек

1 аутогол
- Г. Видмер (против Мађарске)